# 外側後頭溝
外側後頭溝（がいそくこうとうこう、英: Lateral occipital sulcus）は、後頭葉を前後に走る脳溝の1つである。外側後頭溝は後頭葉の外側面を上後頭回と下後頭回とに分けている。これらの脳回は前方でそれぞれ頭頂葉と側頭葉に接している。